# Belső energia
A belső energia (jele: U, mértékegysége: Joule) fizikai fogalom, a termodinamika egyik alapfogalma. Egy zárt rendszer összes energiatartalmát, egy anyaghalmazban tárolt összes energiát jelenti. Ez a részecskék (sokféle) mozgási energiájából, a vonzásukból eredő energiából, a molekulák kötési energiájából, valamint az elektronburok energiájából tevődik össze. Nagysága az adott halmaz belső szerkezetével, belső tulajdonságaival függ össze. Extenzív mennyiség, tehát mennyisége a vizsgált részecskék számával arányosan nő. A belső energia elméleti fogalom, a gyakorlatban tényleges, számszerű értéke nem állapítható meg.  A „belső” szó arra utal, hogy nem a fizikában tárgyalt külsőleg látható energiaformáról (mozgási, helyzeti energia stb.), hanem a testet, rendszert alkotó részecskék által belsőleg, egymás között megosztva hordozott energiáról van szó.
A belső energiának egyik része, a rendszert felépítő részecskék mozgásával kapcsolatos mozgási energia. Az atomok, molekulák, ionok sokféle mozgási energiával rendelkeznek, haladó- (transzlációs), forgó- (rotációs) és rezgő- (vibrációs) mozgást is végeznek. Mivel megfigyelték, hogy e rendezetlen mozgások mértéke összefügg a hőmérséklettel, ezért a részecskék mozgásához kapcsolódó energiát összefoglalóan termikus energiának vagy hőenergiának is nevezzük. A belső energiának a termikus energia része – pl. fizikai kísérletekben – számításokkal pontosan meghatározható.
A részecskék azonban más energiákkal is rendelkeznek, amelyek szintén a belső energia részei. Az atomok ugyanis elektronburokból és atommagból állnak, az atommag is további részecskéket tartalmaz. Az elektronok különböző pályákon mozognak, az atommagban pedig a magenergia van tárolva, ami a mag részecskéit együtt tartja. Ezek az energiák képezik a belső energia másik részét. Ennek tényleges, számszerű értékét azonban a gyakorlatban nem tudjuk meghatározni.

## Elmélet
A halmazállapotától függetlenül minden rendszert atomok és/vagy molekulák és/vagy ionok – gyűjtőnevükön részecskék alkotják, amelyek különböző módon mozognak. E mozgások energiája a belső energia egy része (termikus energia, hőenergia). Pl. ha a rendszer tökéletes gáz, részecskéi egyenes vonalú egyenletes sebességgel mozognak, miközben egymással tökéletesen rugalmasan ütköznek. A kinetikus gázelmélet értelmében minden szabadsági fokra, szigorúbban értelmezve a részecske mozgását leírva minden másodfokú kifejezést tartalmazó tagra 1/2 k*T energia jut - ez az ekvipartíció elve. Mivel egy részecskének három szabadsági foka van - csak haladó mozgást tud végezni, azt pedig három tengely irányában - ezért egy részecskének a belső energiája:
{\displaystyle U=3\cdot {\frac {1}{2}}\ k_{\mathrm {B} }T+U_{0}\,\!}
Az egyenletet Avogadro-állandóval és anyagmennyiséggel beszorozva kapjuk az idealizált gáz belső energiájának egyenletét, mely f szabadsági fokra értelmezve:
{\displaystyle U={\frac {f}{2}}\ nRT+U_{0}\,\!}
ahol
kB a Boltzmann-állandó, T az abszolút hőmérséklet, n az anyagmennyiség, R az egyetemes gázállandó, f a szabadsági fokok száma, U0 pedig a rendszer zérusponti energiája.
A tökéletes gáz részecskéi azonban még más energiákkal is rendelkeznek, amelyek szintén a belső energia részei. Az atomok ugyanis elektronburokból és atommagból állnak, az atommag is további részecskéket tartalmaz. Az elektronok különböző pályákon mozognak, az atommagban pedig a magenergia van tárolva, ami a mag részecskéit együtt tartja. Ezek az energiák képezik a belső energia másik részét, amelyeknek viszont az abszolút értéke nem határozható meg.
A leírtak alapján azt kell mondani, hogy még a legegyszerűbb felépítésűnek gondolt rendszer esetében sem tudjuk a teljes energiatartalmat kiszámítani, vagyis egy rendszer belső energiájának a tényleges, számszerű értéke nem ismeretes.
Ha a rendszer reális gáz, akkor a fentebb említett mozgási lehetőségeken túl figyelembe kell venni a részecskék közötti vonzóerőből származó energiát, molekuláris rendszerek esetén pedig még a kötési energiákon túl a molekulák forgó- és különféle rezgőmozgásának energiáját is.
Ha a rendszer folyékony, vagy szilárd halmazállapotú, az összes mozgási lehetőség energiájának a figyelembe vétele ugyancsak lehetetlen.
A belső energia abszolút értékének a nem ismerete a gyakorlat szempontjából nem okoz problémát. Ha egy rendszerben valamilyen változás bekövetkezik, például egy kémiai reakció játszódik le, akkor a részecskék mozgási lehetőségei, és az elektronok mozgási energiái is jelentősen megváltoznak, de nem következik be semmilyen változás az atommagok energia állapotában. Ezért a rendszert alkotó részecskék atommagjainak az energiáját a kémiai reakciók és fizikai folyamatok szempontjából nem is tekintjük a belső energia részének.
Ha egy rendszerben például egy folyadék párolgása megy végbe, tudjuk, hogy egy meghatározott hőt kell közölni a rendszerrel, ami arra fordítódik, hogy a folyadék és a gőz állapotban lévő anyag részecskéinek a belső energia különbségét fedezze. A belső energianövekedés független attól, hogy a molekulák elektronjainak mekkora az energiája, mert a párolgás során azok energia állapota nem változik.
Összefoglalóan azt mondhatjuk, hogy egy rendszer belső energiája a részecskék sokféle mozgási energiájából, a vonzásukból eredő energiából, a molekulák kötési energiájából, valamint az elektronburok energiájából tevődik össze, de a tényleges, számszerű értéke nem állapítható meg.

## Definíció
A belső energiát a termodinamika I. főtétele alapján definiáljuk. Ez hosszú megfigyelés, tapasztalat alatt megfogalmazott tétel az energiamegmaradás törvényével összhangban. Egy rendszer belső energiáját kétféleképpen változtathatjuk meg: hőt (Q) közölhetünk a rendszerrel, vagy munkát (W) végezhetünk a rendszeren. A vizsgált rendszer szempontjából: ha hőközlés történik a rendszerrel, vagy munkavégzés történik a rendszeren, akkor a kérdéses tag(ok) előjele pozitív, ha hőt vonunk el a rendszertől, vagy a rendszer végez munkát a környezeten, akkor a kérdéses tag(ok) előjele negatív. Összességében
{\displaystyle \Delta U=Q+W\,}
A fenti egyenlet infinitezimális formája
{\displaystyle \qquad \mathrm {d} U=\delta Q+\delta W}
mely kifejezésben a kis δ jel arra utal, hogy sem a hő, sem a munka nem állapotfüggvény, így csak nem pontos megfogalmazásban vehetjük azok megváltozását.

## Atérfogati munka
A munka leggyakrabban térfogati munkát jelent. Ha a rendszer nyitott, vagy állandó a nyomás és hőt vesz fel, szükségszerűen fellép a rendszer hőtágulásával összefüggő térfogatváltozás, ami térfogati munkavégzést is jelent:
{\displaystyle \qquad \delta W=-p\mathrm {d} V}
Ez a térfogati munka jelentős nagyságú, ha gáz halmazállapotú rendszerrel közlünk hőt, és elhanyagolhatóan kicsi, például szilárd testek melegítése közben. A gyakorlati életben a folyamatok során szükségszerűen fellépő térfogati munkát általában nem célszerű külön figyelembe venni, hanem érdemesebb a belső energiával együtt kezelni. Ennek eredményeképpen beszélhetünk egy szintén energia-dimenziójú újabb termodinamikai állapotjelzőről, az entalpiáról.

## A belső energiateljes differenciálja
Mivel a belső energia állapotfüggvény, változói pedig az entrópia, a térfogat és az anyagmennyiség, ezért U(S,V,n) és
{\displaystyle \qquad \mathrm {d} U=\left({\frac {\partial U}{\partial S}}\right)_{V,{\textbf {n}}}\mathrm {d} S+\left({\frac {\partial U}{\partial V}}\right)_{S,{\textbf {n}}}\mathrm {d} V+\sum _{i=1}^{K}\left({\frac {\partial U}{\partial n_{i}}}\right)_{S,V,n_{j\neq i}}\mathrm {d} n_{i}}, ahol n=n1 + n2 ... nK
A teljes differenciálból azonosítható a hőmérsékletnek, a nyomásnak és a kémiai potenciálnak megfelelő parciális derivált, így az egyenlet az alábbiak szerint egyszerűsödik:
{\displaystyle \qquad \mathrm {d} U=T\mathrm {d} S-p\mathrm {d} V+\sum _{i=1}^{K}\mu \mathrm {d} n_{i}}

## A belső energia hőmérsékletfüggése
Ha egy rendszerrel olyan feltételek között közlünk hőt, hogy a térfogat közben állandó maradjon, akkor a hő teljes mennyisége a rendszer belső energiájának növelésére fordítódik (nincs térfogati munka). Gyakorlatban ezt úgy érzékeljük, hogy a rendszer hőmérséklete megnő (ha nincs közben valamilyen izoterm fázisátalakulás). Annak a mértéke, hogy mekkora lesz a hőmérsékletnövekedés, a rendszer hőkapacitásától függ.

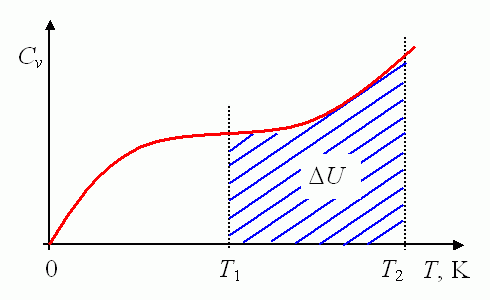
A moláris hőkapacitás hőmérsékletfüggése

Az állandó térfogaton mért hőkapacitás definíció összefüggéséből kiindulva,
{\displaystyle C_{V}=\left({\frac {\partial U}{\partial T}}\right)_{V,n},}
melynek moláris formája
{\displaystyle c_{V}=\left({\frac {\partial u}{\partial T}}\right)_{V},}
ha
{\displaystyle u={\frac {U}{n}},}
azaz a kis u moláris belső energiát jelöl.
A rendszer T hőmérsékletre vonatkozó belső energiája a változók szétválasztása után hőmérséklet szerinti integrálással számítható ki.
{\displaystyle U(T_{2})=U(T_{1})+\int _{T_{1}}^{T_{2}}C_{V}\mathrm {d} T}.
Mint a mellékelt ábra mutatja, T2 és T1 hőmérsékleten a rendszer belső energiájának a különbsége a Cv függvény adott szakasza alatti terület nagyságával arányos.

## Standard állapot
Ha T1-nek a 0 K hőmérsékletet választjuk, akkor a Uo – az integrálási állandó – az ún. nullpont-energia jelenti (ami a kvantumelmélet szerint a tapasztalattal megegyezően nem nulla, de nem ismeretes):
{\displaystyle U(T_{2})=U(T_{\mathrm {o} })+\int _{T_{\mathrm {o} }}^{T_{2}}C_{V}\mathrm {d} T}.
A gyakorlati számítások céljára To-ként nem az abszolút nulla fokot, hanem az ún. standard hőmérsékletet a 25,0 oC-ot, vagyis a 298,15 K-t választották:
{\displaystyle U(T_{2})=U_{298,15}^{\mathrm {o} }+\int _{298,15}^{T_{2}}C_{V}(T)\mathrm {d} T}.

## Standard belső energia
A belső energia abszolút értékének a nem ismerete a gyakorlati életben nem okoz problémát, mert nem a tényleges érték, hanem egy-egy folyamatban a belső energia megváltozásának a nagysága a fontos jellemző. Például ha a földgáz elég, akkor az a fontos adat, hogy mekkora a belső energia különbsége az égési folyamat végén az égési folyamat előtti állapothoz képest. Az energiamegmaradás törvénye értelmében ennyi lehet a maximális energia, ami az égés során felszabadulhat, függetlenül attól, hogy kiinduláskor mekkora volt a belső energia tényleges értéke.
A belső energia abszolút értéke nem ismerhető meg, és gyakorlati értéke sem lenne, de a számítások egységesítése céljából célszerűnek látszott a standard állapot és a standard belső energia definiálása.

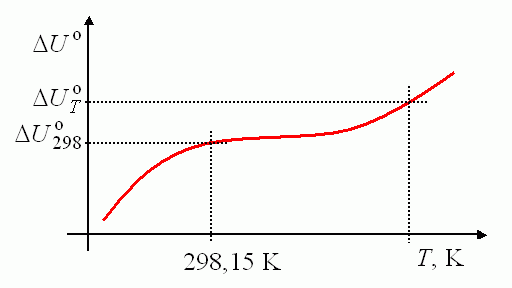
A képződési belső energia hőmérsékletfüggése

Standard hőmérsékletként a 25,0 °C-ot, vagyis a 298,15 K-t, standard nyomásként pedig a 105 Pa-t azaz 1 bar-t választották. A definíció szerint minden – standard állapotban stabilis állapotú – kémiai elem standard belső energiája (standard képződési belső energiája) nulla:
{\displaystyle \ U_{298}^{\mathrm {\ominus } }=\Delta U_{298}^{\mathrm {\ominus } }\equiv 0}
Az energiamegmaradás törvénye és a Hess-törvény figyelembe vételével vegyületek standard képződési belső energiája pedig a képződési reakcióegyenlet ismeretében számítható ki, más hőmérsékletre pedig a hőkapacitás hőmérsékletfüggvényének integrálásával számítható:
{\displaystyle \Delta U_{T}^{\mathrm {\ominus } }=\Delta U_{298}^{\mathrm {\ominus } }+\int _{298}^{T}c_{V}(T)\mathrm {d} T}.